# Код ИАТА
Коды ИАТА — индивидуальные идентификаторы объектов, имеющих значение для индустрии пассажирских авиаперевозок и присваиваемые Международной ассоциацией воздушного транспорта (ИАТА).

## Код аэропорта ИАТА
Код аэропорта ИАТА — код из 3 букв латинского алфавита, который может быть присвоен аэропорту, городу, железнодорожному вокзалу, морскому или речному порту, иному крупному транспортному узлу.
В странах бывшего СССР параллельно действует внутренняя система кодов городов и аэропортов, в которой коды состоят из 3 букв русского алфавита.

## Код авиакомпании ИАТА
Код авиакомпании ИАТА — код из 2 знаков (букв латинского алфавита и цифр), который присваивается авиакомпании.
В странах бывшего СССР параллельно действует внутренняя система кодов авиакомпаний, в которой коды состоят из 2 знаков — букв русского алфавита и цифр.

## Код типа самолета ИАТА
Код типа самолета ИАТА — код из 3 знаков (букв латинского алфавита и цифр), который присваивается типам самолетов.
В странах бывшего СССР параллельно действует внутренняя система кодов типов самолетов, в которой коды состоят из 3 знаков — букв русского алфавита и цифр.

## Код страны
Код страны — код из 2 букв латинского алфавита, который присваивается стране. Используются 2-буквенные коды стран согласно списку ISO 3166-1 alpha-2. Дополнительно используются код XU для обозначения части территории Российской Федерации к востоку от Уральских гор (не включая территорию самого горного массива) и код AQ для обозначения Антарктиды

## Код валюты
Код валюты — код из 3 букв латинского алфавита, который присваивается валюте. Используются 3-буквенные коды валют согласно списку ISO 4217

## Код часовой зоны ИАТА
Код часовой зоны ИАТА — код из 2-4 знаков (букв латинского алфавита и цифр), который присваивается стране или части территории внутри страны, на которой исчисление местного времени идет единообразным способом.
Для всех зон первые 2 знака кода — это код страны, в которой эта зона находится. Для последующих знаков возможны следующие варианты:
- Для стран, у которых нет деления территории на часовые пояса, никакие дополнительные символы не добавляются. Код часовой зоны совпадает с кодом страны.
- Для Российской Федерации к коду страны RU добавляются 2 цифры — номер часового пояса в стране, так что образуются коды RU01 (соответствует Калининградской области), RU02 (Московское время) и так далее до RU11 (Камчатка).
- Для других стран, имеющих деление территории на часовые пояса, к коду страны добавляется 1 цифра — номер часового пояса в стране.
- Если на территории страны в пределах одного часового пояса есть территории, на которых по-разному осуществляется переход на летнее время, то может быть добавлен 4-й символ (буква латинского алфавита), чтобы обеспечить уникальность кодов.

Например, в Австралии штаты Новый Южный Уэльс и Виктория, в которых местное время отличается от гринвичского на 10 часов, а переход на летнее время происходит в конце октября, имеют код часовой зоны AU2. На острове Тасмания местное время отличается от гринвичского на 10 часов, но переход на летнее время происходит в конце сентября или в начале октября. Из-за этого у острова Тасмания код часовой зоны AU2A. В штате Квинсленд местное время отличается от гринвичского на 10 часов, но перехода на летнее время нет вообще. Из-за этого у штата код часовой зоны AU2B.

## Код региона ИАТА
Код региона ИАТА — код из 3 знаков (букв латинского алфавита и цифр), который присваивается крупным территориям, на которых расположены несколько стран.
Используются следующие коды:
SCH — страны Шенгенского соглашения
AFR — Африка
CAR — страны бассейна Карибского моря
CEM — Центральная Америка
EUR — Европа
JAK — Япония и Корея
MDE — Ближний восток
NOA — Северная Америка
SAS — Южная Азия
SEA — Юго-восточная Азия
SOA — Южная Америка
SWP — Юго-Западная часть Тихоокеанского региона
TC1 — Американская конференция по воздушному движению (англ IATA Traffic Conference) (включает в себя регионы CAR, CEM, NOA и SOA)
TC2 — Европейско-Африканская конференция (включает регионы AFR, EUR, MDE)
TC3 — Азиатская конференция (включает регионы JAK, SAS, SEA, SWP)
В контексте определения принадлежности территории региону код страны RU используется для обозначения европейской части территории Российской Федерации (к западу от Уральских гор и сами горы), код страны XU используется для обозначения азиатской части территории страны (к востоку от Уральских гор). Во всех остальных контекстах для обозначения Российской Федерации используется код страны RU.
Код страны AQ используется для обозначения Антарктиды. Территория Антарктиды не относится ни к одному из перечисленных выше регионов.

## Коды типов питания ИАТА
AVML – Вегетарианское хинду /Азиатское вегетарианское.
BBML – Питание для младенцев до двух лет.
BLML – Щадящее (диетическое) меню.
CHML – Набор еды для детей от 2 до 12 лет.
DBML – Диабетическое питание.
FPML – фруктовое питание
GFML – Питание без содержания клейковины.
HFML – Еда с высоким содержанием клетчатки.
HNML – Индуистское меню (Хинду).
INVG – Меню в индийском стиле с карри и молочными продуктами.
JNML – Питание для последователей джайнизма.
JPML – Японские блюда.
KSML – Кошерное меню.
LCML – Низкокалорийное меню.
LFML – Питание с низким содержанием жира и холестерина.
LPML – Питание с пониженным содержание белков.
LSML – Питание с низким содержанием соли.
MOML – Халяльное (мусульманское) меню.
NFML – Блюда без рыбы и рыбных продуктов.
NLML – Питание с низким содержанием молочного белка (без лактозы).
NSML – Бессолевая диетическая еда.
ORML – Восточное меню.
PFML – Без арахиса.
PRML – Питание с низким содержанием пурина.
RVML – Продукты без кулинарной обработки: сырые овощи и фрукты.
SFML – Морепродукты.
VGML – Строгое вегетарианское меню.
VLML – Вегетарианское, с использованием молока и яиц.
VOML – восточное вегетарианское питание.

## Коды классов бронирования ИАТА
Коды классов бронирования ИАТА были созданы для того, помочь авиакомпаниям стандартизировать условия путешествия пассажиров.

См. также описание условий Аэрофлота.
Категория первого класса
Р — Первый класс, люкс
F — Первый класс, полный тариф
А — Первый класс, льготный тариф
Категория бизнес класса
J — Бизнес-класс, люкс
С — Бизнес-класс, полный тариф.
D — Бизнес-класс, льготный тариф
I — Бизнес-класс, льготный тариф
Z — Бизнес-класс, льготный тариф
Основные категории экономического (туристского) класса
W — Экономический класс, люкс
S — Экономический класс, полный тариф
Y — Экономический класс, полный тариф
В — Экономический класс, льготный тариф
Н — Экономический класс, льготный тариф
К — Экономический класс, льготный тариф
L — Экономический класс, льготный тариф
М — Экономический класс, льготный тариф
N — Экономический класс, льготный тариф
Q — Экономический класс, льготный тариф
Т — Экономический класс, льготный тариф
V — Экономический класс, льготный тариф
Х — Экономический класс, льготный тариф